# Йордан Камчев
Йордан Камчев (на македонска литературна норма: Јордан Камчев), известен и с умалителното си име Орце Камчев, е крупен бизнесмен от Северна Македония.

## Произход и семейство
Йордан Камчев произлиза от влиятелно щипско семейство. Той е син на Илия Камчев, виден стопански деец в Югославска Македония и Република Македония.

## Образование и кариера
Йордан Камчев завършва Икономическия факултет на Скопския университет.
Започва работа в частната фирма на баща си „Орка“ и постепенно го наследява, окончателно след неговата смърт през август 2009 г. При управлението на Никола Груевски натрупва огромно богатство, включено в неговия „Орка холдинг“.

## Съдебни процеси срещу него
След падането на Груевски от власт срещу него през 2018 – 2019 г. са повдигнати няколко обвинения от специалното обвинителство. От 14 март 2021 г. до края на годината е арестуван, а впоследствие е осъден на една година затвор. Служи присъдата си в затвор от „полуотворен тип“ в Струга.